# Ніколь Фосетт
Ніколь Марі Фосетт (Nicole Marie Fawcett; 16 грудня 1986) — американська волейболістка, діагональний. Чемпіонка світу. Переможниця Панамериканських ігор, Всесвітнього гран-прі і Панамериканського кубка.

## Клуби
| Роки      | Клуби                               |
| --------- | ----------------------------------- |
| 2005—2009 | Університет штату Пенсільванія      |
| 2008—2009 | «Gigantes de Carolina»              |
| 2009—2010 | «Динамо-Янтар»                      |
| 2010—2011 | «Мінас» (Белу-Орізонті)             |
| 2010—2011 | «Llaneras de Toa Baja»              |
| 2011—2012 | «Guangdong Evergrande» (Шеньчжень)  |
| 2012—2014 | «Gimcheon Korea Expressway Hi-Pass» |
| 2013—2014 | «Leonas de Ponce»                   |
| 2014—2015 | «Gimcheon Korea Expressway Hi-Pass» |
| 2015—2016 | «Fujian Sunshine City» (Сямень)     |
| 2015—2016 | «Ігор Горгонзола» (Новара)          |
| 2016—2017 | «Сариєр Беледієспор» (Стамбул)      |
| 2016—2017 | «Імоко» (Конельяно)                 |
| 2017—2020 | «Дентіл-Прая» (Уберландія)          |

## Досягнення
Чемпіонат світу
- Перше місце (1): 2014

Кубок світу
- Третє місце (1): 2015

Кубок великих чемпіонів
- Друге місце (1): 2013

Всесвітнє гран-прі

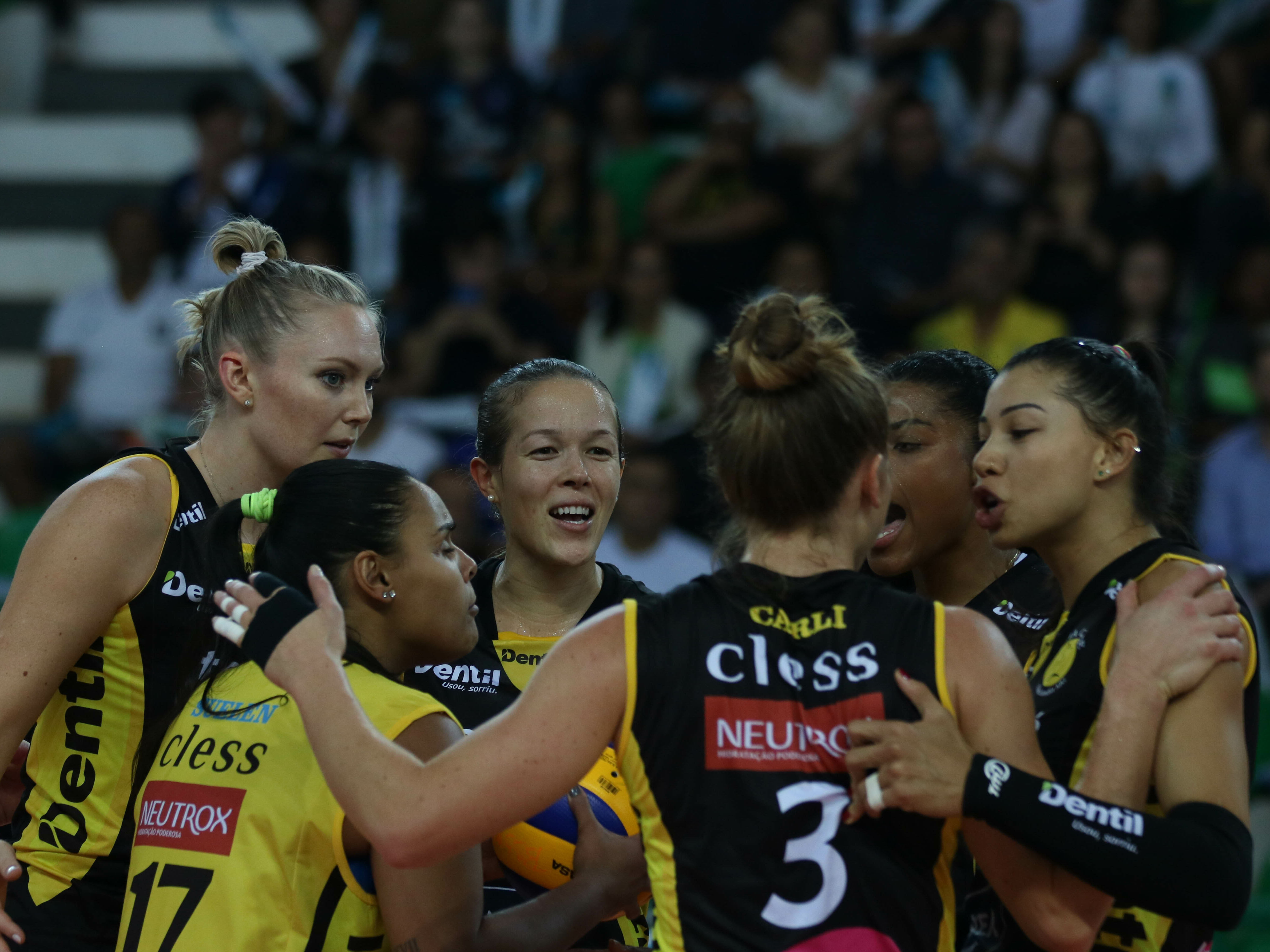
Матч «Бразиліа» — «Прая» (18 листопада 2018 року). На фото: Ніколь Фосетт, Суелен Пінто (№ 17), Мішель Паван, Карлі Ллойд (№ 3), Фернанда Гарай і Ана Кароліна да Сілва.

- Перше місце (2): 2010, 2015

Чемпіонат Північної Америки
- Перше місце (2): 2013, 2015

Панамериканські ігри
- Перше місце (1): 2015

Панамериканський кубок
- Перше місце (2): 2012, 2013
- Третє місце (1): 2011

Ліга чемпіонів ЄКВ
- Друге місце (1): 2017

Клубний чемпіонат Південної Америки
- Друге місце (2): 2019, 2020

Кубок Італії
- Перше місце (1): 2017

Чемпіонат Китаю
- Перше місце (1): 2012

Чемпіонат Бразилії
- Перше місце (1): 2018
- Друге місце (2): 2019

Чемпіонат Національної асоціації студенського спорту
- Перше місце (1): 2008

## Статистика
Статистика виступів на чемпіонаті світу:
| Рік  | Турнір          | Ігри | Сети | Очки | Ср.  | Місце | Примітки |
| ---- | --------------- | ---- | ---- | ---- | ---- | ----- | -------- |
| 2014 | Чемпіонат світу | 13   | 40   | 83   | 2,07 | 1     |          |

Статистика виступів у єврокубках:
| Сезон   | Клуб                       | Турнір         | Ігри | Сети | Очки | Ср.  | Примітки |
| ------- | -------------------------- | -------------- | ---- | ---- | ---- | ---- | -------- |
| 2015/16 | «Ігор Горгонзола» (Новара) | Ліга чемпіонів | 2    | 5    | 12   | 2,4  |          |
| 2015/16 | «Ігор Горгонзола» (Новара) | Кубок ЄКВ      | 2    | 7    | 19   | 2,71 |          |
| 2016/17 | «Імоко» (Конельяно)        | Ліга чемпіонів | 5    | 20   | 68   | 3,4  |          |